# Jessicah Schipper
Jessicah Lee Schipper (Brisbane (Queensland), 19 november 1986) is een zwemster uit Australië, gespecialiseerd op de vlinderslag, die haar internationale doorbraak beleefde bij de wereldkampioenschappen langebaan (50 meter) van 2005 in Montreal. Schipper vertegenwoordigde haar vaderland op de Olympische Zomerspelen 2004 in Athene, op de Olympische Zomerspelen 2008 in Peking en op de Olympische Zomerspelen 2012 in Londen.

## Carrière
Bij haar internationale debuut, op de wereldkampioenschappen zwemmen 2003 in Barcelona, strandde Schipper in de halve finales van zowel de 100 als de 200 meter vlinderslag. Samen met Giaan Rooney, Leisel Jones en Jodie Henry sleepte ze de bronzen medaille in de wacht op de 4x100 meter wisselslag. 
Tijdens de Olympische Zomerspelen van 2004 in Athene, Griekenland eindigde de Australische als vierde op de 100 meter vlinderslag. Op de 4x100 meter wisselslag zwom ze samen met Giaan Rooney, Brooke Hanson en Alice Mills in de series, in de finale bezorgde Rooney samen met Leisel Jones, Petria Thomas en Jodie Henry Australië de gouden medaille. Voor haar inspanningen in de series ontving Schipper eveneens de gouden medaille. Op de wereldkampioenschappen kortebaanzwemmen 2004 in Indianapolis eindigde de Australische als vierde op de 200 meter vlinderslag en als vijfde op de 100 meter vlinderslag. Samen met Sophie Edington, Brooke Hanson en Libby Trickett veroverde ze de wereldtitel op de 4x100 meter wisselslag.

### 2005-2008
In de grootste stad van Quebec, Montreal, veroverde Schipper de wereldtitel op de 100 meter vlinderslag. Op de dubbele afstand moest de vlinderslagspecialiste met Duitse voorouders voorrang verlenen aan olympisch kampioene Otylia Jędrzejczak, maar de Poolse moest daartoe wel 'tot de bodem' gaan. Pas in de slotmeters achterhaalde Jędrzejczak haar Australische collega, en ze tikte – zo bleek later uit de televisiebeelden – niet met de voorgeschreven twee maar met één hand aan. De jury zag het door de vingers, en daardoor bleef het door haar gerealiseerde wereldrecord intact: 2.05,61. Met haar 2.05,65 was ook Schipper sneller dan de oude mondiale toptijd van Jędrzejczak.
Tijdens de Gemenebestspelen 2006 voor eigen publiek, in Melbourne, sleepte Schipper de gouden medaille in de wacht op de 100 en 200 meter vlinderslag en de zilveren medaille op de 50 meter vlinderslag. Samen met Sophie Edington, Leisel Jones en Libby Trickett veroverde ze de titel op de 4x100 meter wisselslag. Op de wereldkampioenschappen kortebaanzwemmen 2006 in Shanghai veroverde de Australische de wereldtitel op de 200 meter vlinderslag en de bronzen medaille op de 100 meter vlinderslag, op de 50 meter vlinderslag strandde ze in de halve finales. Samen met Bronte Barratt, Shayne Reese en Libby Trickett veroverde ze de gouden medaille op de 4x200 meter vrije slag en op de 4x100 meter wisselslag legde ze samen met Tayliah Zimmer, Jade Edmistone en Libby Trickett beslag op de wereldtitel. In Victoria nam Schipper deel aan de Pan Pacific kampioenschappen zwemmen 2006, op dit toernooi veroverde ze de gouden medaille op de 100 en 200 meter vlinderslag. Samen met Frances Adcock, Sarah Katsoulis en Melanie Schlanger sleepte ze de bronzen medaille in de wacht op de 4x100 meter wisselslag.
Op de wereldkampioenschappen zwemmen 2007 in eigen land, in Melbourne, veroverde Schipper de wereldtitel op de 200 meter vlinderslag en de zilveren medaille op de 100 meter vlinderslag. Op de 4x100 meter wisselslag sleepte ze samen met Emily Seebohm, Leisel Jones en Libby Trickett de gouden medaille in de wacht.
Op de Australische kampioenschappen zwemmen 2008 in Sydney plaatste de Australische ze zich voor de Olympische Zomerspelen op de 100 en 200 meter vlinderslag en de 4x100 meter wisselslag. In Peking legde Schipper beslag op de bronzen medaille op zowel de 100 als de 200 meter vlinderslag, waar ze vooraf de grote favoriete was om goud te winnen op de 200 meter. Samen met Emily Seebohm, Leisel Jones en Libby Trickett veroverde ze de olympische titel op de 4x100 meter wisselslag, het kwartet verbeterde tevens het wereldrecord.

### 2009-heden
Tijdens de wereldkampioenschappen zwemmen 2009 in de Italiaanse hoofdstad Rome prolongeerde de Australische haar wereldtitel op de 200 meter vlinderslag, op de 100 meter vlinderslag moest ze, net als twee jaar eerder in Melbourne, genoegen nemen met het zilver. Op de 4x100 meter wisselslag legde ze samen met Emily Seebohm, Sarah Katsoulis en Libby Trickett beslag op de zilveren medaille.
Op de Pan Pacific kampioenschappen zwemmen 2010 in Irvine veroverde Schipper de gouden medaille op de 200 meter vlinderslag en eindigde ze als negende op de 100 meter vlinderslag, op de 50 meter vlinderslag strandde ze in de series. In Delhi nam de Australische deel aan de Gemenebestspelen 2010, op dit toernooi sleepte ze de gouden medaille in de wacht op de 200 meter vlinderslag. Samen met Emily Seebohm, Sarah Katsoulis en Alicia Coutts legde ze, op de 4x100 meter wisselslag, beslag op de gouden medaille.
Tijdens de wereldkampioenschappen zwemmen 2011 in Shanghai eindigde Schipper als zevende op zowel de 100 als de 200 meter vlinderslag.
Op de Olympische Zomerspelen van 2012 in Londen werd de Australische uitgeschakeld in de halve finales van de 200 meter vlinderslag en in de series van de 100 meter vlinderslag.

## Internationale toernooien
| Jaar | Olympische Spelen                                                       | WK langebaan                                                    | WK kortebaan                                                                                      | PanPacs                                                      | Gemenebestspelen                                                          |
| ---- | ----------------------------------------------------------------------- | --------------------------------------------------------------- | ------------------------------------------------------------------------------------------------- | ------------------------------------------------------------ | ------------------------------------------------------------------------- |
| 2003 |                                                                         | 10e 100m vlinderslag · 10e 200m vlinderslag · 4x100m wisselslag |                                                                                                   |                                                              |                                                                           |
| 2004 | 4e 100m vlinderslag · 4x100m wisselslag · Schipper zwom enkel de series |                                                                 | 5e 100m vlinderslag · 4e 200m vlinderslag · 4x100m wisselslag                                     |                                                              |                                                                           |
| 2005 |                                                                         | 100m vlinderslag · 200m vlinderslag · 4x100m wisselslag         |                                                                                                   |                                                              |                                                                           |
| 2006 |                                                                         |                                                                 | 13e 50m vlinderslag · 100m vlinderslag · 200m vlinderslag · 4x200m vrije slag · 4x100m wisselslag | 100m vlinderslag · 200m vlinderslag · 4x100m wisselslag      | 50m vlinderslag · 100m vlinderslag · 200m vlinderslag · 4x100m wisselslag |
| 2007 |                                                                         | 100m vlinderslag · 200m vlinderslag · 4x100m wisselslag         |                                                                                                   |                                                              |                                                                           |
| 2008 | 100m vlinderslag · 200m vlinderslag · 4x100m wisselslag                 |                                                                 | geen deelname                                                                                     |                                                              |                                                                           |
| 2009 |                                                                         | 100m vlinderslag · 200m vlinderslag · 4x100m wisselslag         |                                                                                                   |                                                              |                                                                           |
| 2010 |                                                                         |                                                                 | geen deelname                                                                                     | 19e 50m vlinderslag · 9e 100m vlinderslag · 200m vlinderslag | 200m vlinderslag · 4x100m wisselslag                                      |
| 2011 |                                                                         | 7e 100m vlinderslag 7e 200m vlinderslag                         |                                                                                                   |                                                              |                                                                           |
| 2012 | 24e 100m vlinderslag 13e 200m vlinderslag                               |                                                                 | geen deelname                                                                                     |                                                              |                                                                           |

## Persoonlijke records
Bijgewerkt tot en met 22 november 2009

### Kortebaan
| Afstand          | Tijd    | Datum            | Plaats    |
| ---------------- | ------- | ---------------- | --------- |
| 50m vlinderslag  | 25,98   | 10 augustus 2009 | Hobart    |
| 100m vlinderslag | 55,68   | 12 augustus 2009 | Hobart    |
| 200m vlinderslag | 2.03,27 | 22 november 2009 | Singapore |

### Langebaan
| Afstand          | Tijd    | Datum         | Plaats |
| ---------------- | ------- | ------------- | ------ |
| 50m vlinderslag  | 26,21   | 17 maart 2009 | Sydney |
| 100m vlinderslag | 56,23   | 27 juli 2009  | Rome   |
| 200m vlinderslag | 2.03,41 | 30 juli 2009  | Rome   |